# Теория Янга — Миллса
Тео́рия Я́нга — Ми́ллса — калибровочная теория с неабелевой калибровочной группой. Калибровочные поля в этой теории называются полями Янга — Миллса. Такие теории были предложены в 1954 году Чжэньином Янгом и Робертом Миллсом, и первое время рассматривались лишь как математические поиски, не имеющие отношения к реальности. Однако в 1960—1970-х годах на основе теорий Янга — Миллса были созданы две краеугольные теории стандартной модели в физике элементарных частиц: квантовая хромодинамика (теория сильных взаимодействий) на основе группы SU(3) и теория электрослабых взаимодействий на основе групп SU(2)×U(1).

## Характерные свойства
Неабелевость группы означает, что поля-переносчики взаимодействий Янга — Миллса могут взаимодействовать сами с собой и друг с другом. Это влечёт за собой то, что уравнения, описывающие эволюцию полей Янга — Миллса, являются нелинейными (в противоположность линейным уравнениям Максвелла, отвечающим абелевой теории). Можно также сказать, что для полей Янга — Миллса не выполняется принцип суперпозиции.
Кванты полей Янга — Миллса являются векторными частицами (то есть бозонами со спином 1) и обладают нулевой массой. Однако с помощью механизма спонтанного нарушения симметрии физические поля Янга — Миллса могут приобретать ненулевую массу.
Нелинейность уравнений Янга — Миллса делает их очень сложными для решения. В режиме малой константы связи эти уравнения удаётся решить приближённо в виде ряда теории возмущений, однако как решить эти уравнения в режиме сильной связи, пока неизвестно. Неизвестно также, как именно эта нелинейность приводит к наблюдаемому в нашем мире конфайнменту в сильных взаимодействиях. Проблема решения уравнений Янга — Миллса в общем случае является одной из семи математических «Проблем тысячелетия», за решение любой из которых Математический институт Клэя присудит премию в 1 миллион долларов США.

## Математика
Теории Янга — Миллса — частный пример калибровочной теории поля с неабелевой группой калибровочной симметрии. Лагранжиан свободного поля Янга — Миллса таких теорий имеет определённый вид
{\displaystyle \ {\mathcal {L}}_{\mathrm {gf} }=-{\frac {1}{4}}\operatorname {Tr} \left(F^{2}\right)=-{\frac {1}{4}}F^{\mu \nu a}F_{\mu \nu }^{a},}
где {\displaystyle F} — 2-форма напряжённости поля Янга — Миллса, остающаяся инвариантной при воздействии на тензор-потенциал {\displaystyle A_{\mu }^{a}} калибровочной группы:
{\displaystyle \ F_{\mu \nu }^{a}=\partial _{\mu }A_{\nu }^{a}-\partial _{\nu }A_{\mu }^{a}+gf^{abc}A_{\mu }^{b}A_{\nu }^{c},}
где под {\displaystyle \partial _{\mu }} понимается ковариантная производная в пространстве-времени, в пространстве Минковского в галилеевых координатах сводящаяся к обычной частной производной.
Порождающие алгебры Ли калибровочной группы {\displaystyle T^{a}} удовлетворяют соотношению
{\displaystyle \ [T^{a},T^{b}]=if^{abc}T^{c}},
где {\displaystyle f^{abc}} называются структурными константами группы.
Ковариантные (иногда называемые удлинёнными) производные полей, взаимодействующих через поля Янга — Миллса данной теории, определены как:
{\displaystyle \ D_{\mu }=I\partial _{\mu }-igT^{a}A_{\mu }^{a}},
где {\displaystyle I} — единичный оператор, а {\displaystyle g} — это константа взаимодействия. В четырёхмерном пространстве-времени константа взаимодействия {\displaystyle g} — это безразмерная величина. Для групп {\displaystyle SU(N)} {\displaystyle a,b,c=1\ldots N^{2}-1}.
Вышеприведённое определение {\displaystyle F_{\mu \nu }^{a}} может быть получено исходя из коммутатора:
{\displaystyle \ [D_{\mu },D_{\nu }]=-igT^{a}F_{\mu \nu }^{a}}.
Само поле Янга — Миллса оказывается при этом самодействующим, а получающиеся уравнения движения:
{\displaystyle \partial ^{\mu }F_{\mu \nu }^{a}+gf^{abc}A^{\mu b}F_{\mu \nu }^{c}=0}
называются полулинейными. В случае малой константы связи {\displaystyle g<1} в данной теории применима теория возмущений.
Переход между «верхним» («контравариантным») и «нижним» («ковариантным») векторными или тензорными компонентами тривиальны для групповых латинских индексов (например, {\displaystyle f^{abc}=f_{abc}}, в групповом пространстве введена евклидова метрика), но нетривиальны для пространственно-временных греческих индексов, которые жонглируются метрикой пространства-времени, в простейшем случае — обычной метрикой Минковского {\displaystyle \eta _{\mu \nu }={\rm {diag}}\,(+---)}.
С введением {\displaystyle F_{\mu \nu }=T^{a}F_{\mu \nu }^{a}} уравнения движения можно переписать так:
{\displaystyle (D^{\mu }F_{\mu \nu })^{a}=0.}
Так как {\displaystyle F} — 2-форма, то выполняется тождество Бьянки:
{\displaystyle \ (D_{\mu }F_{\nu \kappa })^{a}+(D_{\kappa }F_{\mu \nu })^{a}+(D_{\nu }F_{\kappa \mu })^{a}=0}.
Источник {\displaystyle J_{\mu }^{a}} входит в уравнения движения как:
{\displaystyle \partial ^{\mu }F_{\mu \nu }^{a}+gf^{abc}A^{\mu b}F_{\mu \nu }^{c}=-J_{\nu }^{a}}.
(Токи тоже должны правильно меняться при калибровочных преобразованиях.)
В {\displaystyle D} измерениях пространства-времени поле масштабируется как {\displaystyle [A]=\left[L^{\frac {2-D}{2}}\right]} и, таким образом, взаимодействие должно иметь размерность {\displaystyle \left[g^{2}\right]={\Big [}L^{D-4}{\Big ]}}. Это означает, что теории Янга — Миллса не перенормируемы для размерностей пространства-времени больше, чем четыре (см. также Антропный принцип). Кроме того, для {\displaystyle D=4} константа связи безразмерна, а поле и квадрат константы взаимодействия имеют одинаковые размерности с полем и константой взаимодействия теории скалярного безмассового поля с самодействием {\displaystyle \phi ^{4}}. Таким образом, эти теории имеют одинаковую масштабную инвариантность на классическом уровне.